# Seleuk I. Nikator
Seleuk I. Nikator (između 358. pr. Kr. i 354. pr. Kr. – 281. pr. Kr.), seleukidski vladar od 305. do 281. pr. Kr.
Vojskovođa Aleksandra Velikog i osnivač makedonske dinastije Seleukidi koja je vladala velikim dijelom Aleksandrova carstva u Aziji u razdoblju 305. pr. Kr. – 64. pr. Kr. Naslijedio ga je sin Antioh I. Soter.
Seleukov otac Antioh bio je general u vojsci Filipa II. Makedonskog. Seleuk je sudjelovao u Aleksandrovom pohodu na Perziju i zapovijedao je pješadijom u bitci kod Hidaspa, 326. pr. Kr.
Nakon smti Aleksandra,  323. pr. Kr.,  sudjelovao je u Perdikinom pohodu na Egipat. U Egiptu je, međutim, zajedno s ostalim časnicima sudjelovao u ubojstvu Perdike. 321. pr. Kr. Seleuku je, kao satrapu, dodijeljena uprava Babilonije.
316. pr. Kr. Antigon je, uz pomoć Seleuka, porazio i pogubio Eumena. Antigon je tada pokušao uhititi Seleuka pod izgovorom da je pronevjerio novac pa je Seleuk pobjegao u Egipat i ušao u Ptolemejevu službu. 315. pr. Kr. pridružio se Ptolemeju, Lizimahu i Kasandru u ratu protiv Antigona i njegovog sina Demetrija. Nakon pobjede Ptolemeja nad Demetrijem u bitci kod Gaze, 312. pr. Kr., Seleuk je s malom vojskom uspio povratiti vlast u Babilonu. Sljedećih desetak godina Seleuk je proširio svoju vlast daleko na istok,  sve do rijeke Ind. 305. pr. Kr. uzeo je titulu kralja i prozvao se Nikator (Pobjednik).
302. pr. Kr. postigao je sporazum s indijskim vladarom Čandraguptom. Dio sporazuma je uključivao i ustupak dijela teritorija Chandragupti u zamjenu za 500 slonova. Zatim je, zajedno s Lizimahom i Ptolemejem napao Antigona. Seleuk i Lizimah porazili su Antigona i Demetrija u velikoj bitci kod Ipsa, 301. pr. Kr. Antigon je poginuo a Seleuk zadobio velik dio Sirije.
Oko 300. pr. Kr. osnovao je grad Zeugmu.
298. pr. Kr. Seleuk je oženio Stratoniku, kćer Demetrija. Ali kada je Demetrije 294. pr. Kr. zauzeo Makedoniju i namjeravao vojskom krenuti na Aziju, Seleuk je podržao Lizimaha, Ptolemeja i Pira u ratu protiv Demetrija. 285. pr. Kr. Demetrije se predao Seleuku i umro dvije godine poslije. 291. pr. Kr. proglasio je sina Antioha I. Sotera suvladarom i nasljednikom. Seleuk se zatim okrenuo protiv Lizimaha i porazio ga u bitci kod Kuropedija, 281. pr. Kr. Tu je Lizimah i poginuo. Zatim je postavio zahtjev za makenonsku krunu ali ga je ubio Ptolemej Keraun.